# 库尔曼别克·巴基耶夫
库尔曼别克·萨利耶维奇·巴基耶夫（1949年8月1日—），吉尔吉斯斯坦贾拉拉巴德州人，吉尔吉斯斯坦政治家，曾任吉尔吉斯斯坦总理、代总理。郁金香革命中，前总统阿斯卡尔·阿卡耶夫被驱逐后，2005年3月24日，吉尔吉斯议会上议院任命其为代总统。在7月10日举行的2005年吉尔吉斯斯坦总统选举中，巴基耶夫正式当选吉尔吉斯斯坦总统。
在2009年7月23日舉行的總統大選中獲得76.4%的選票，連任總統。

## 倒台
2010年4月7日，巴基耶夫政府被推翻，巴基耶夫逃到賈拉拉巴德州，政權由奧通巴耶娃領導的臨時政府接管。后流亡至白俄罗斯并定居下来。
| 前任： 阿曼格尔德·穆拉利耶夫 | 吉尔吉斯斯坦总理 2000年-2002年 | 繼任： 尼古拉·塔纳耶夫       |
| 前任： 尼古拉·塔纳耶夫       | 吉尔吉斯斯坦代理总理 2005年    | 繼任： 费利克斯·库洛夫       |
| 前任： 阿斯卡尔·阿卡耶夫     | 吉尔吉斯斯坦总统 2005年-2010年 | 繼任： 羅薩·奧坦巴耶娃(代理) |